# Цезарий II (герцог Неаполя)

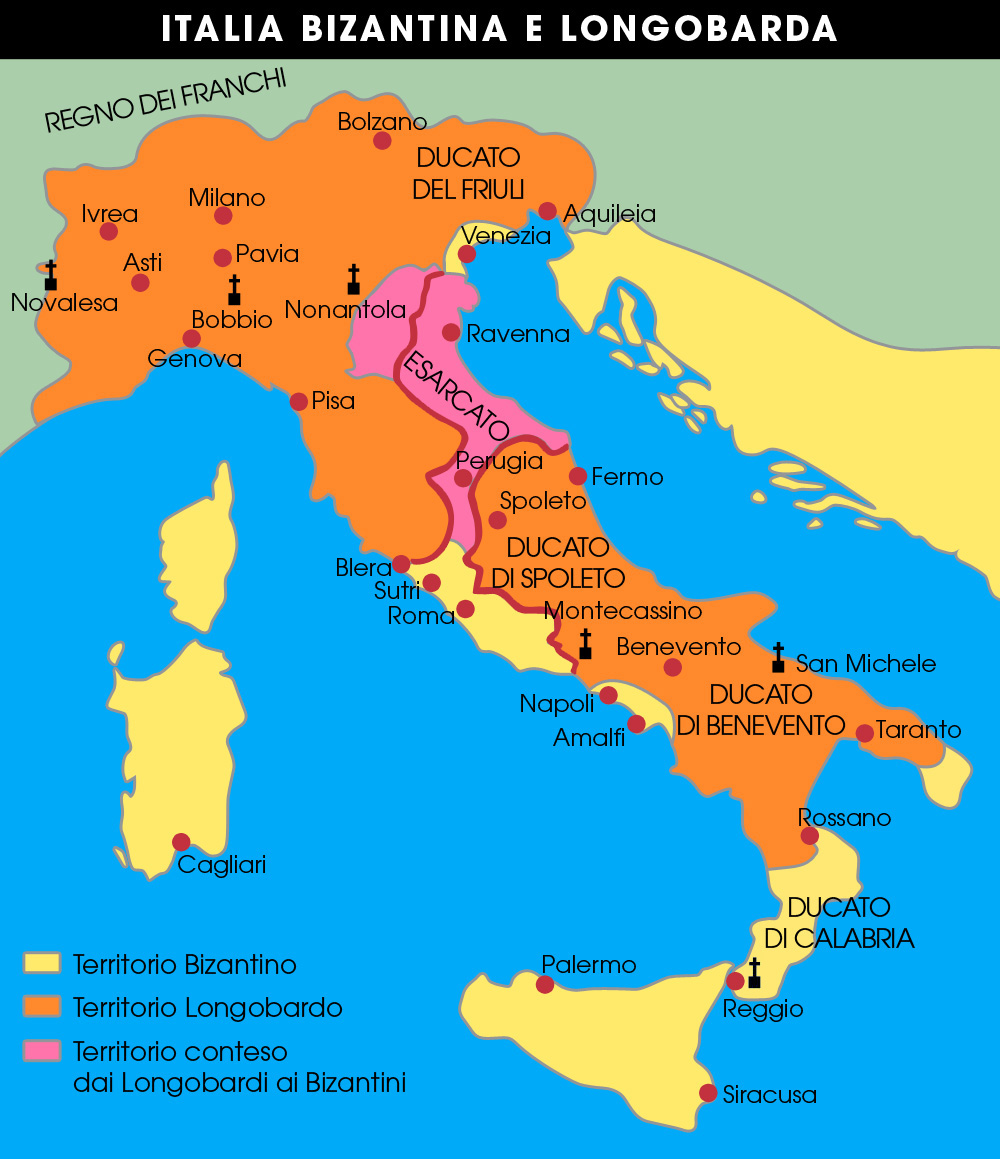
Апеннинский полуостров в первой половине VIII века

Цезарий II (Кесарий II; лат. Cesarius II, итал. Cesario II; умер в 711) — герцог Неаполя (706—711).

## Биография
О Цезарии II и произошедших в его правление в Византийской Италии событиях сообщается в нескольких раннесредневековых исторических источниках, в том числе, в «Хронике герцогов Беневенто, Салерно, Капуи и Неаполя», «Liber Pontificalis», «Книге понтификов Равеннской церкви» Агнелла Равеннского и «Хронографии» Феофана Исповедника. В этих источниках Цезарий II упоминается как «герцог и военный магистр» (лат. dux et magister militum) Неаполя.
Согласно «Хронике герцогов Беневенто, Салерно, Капуи и Неаполя», Цезарий II получил власть над Неаполитанским герцогством в 706 году после смерти Феодосия. В то время это герцогство входило в состав Византии, а его правитель находился в подчинении у экзарха Равенны, императорского наместника в Италии.
Правление Феодосия пришлось на время кровопролитных смут, охвативших Византию после свержения Юстиниана II. В 695—705 годах императорами последовательно были Леонтий и Тиверий III, захватывавшие власть вооружённым путём. Затем Юстиниану II снова удалось возвратить себе престол. Однако его правление вызвало сильное недовольство в некоторых отдалённых от Константинополя областях Византии. Среди таких территорий был и Равеннский экзархат, где в 710 году началось восстание.
Вероятно, этому способствовало отсутствие в Равенне в то время экзарха: назначенный Юстинианом II на эту должность Иоанн III Ризокоп только находился на пути из Константинополя в Италию. В октябре 710 года экзарх на корабле приплыл в Неаполь, где был с почётом встречен герцогом Цезарием II. Тогда же в город прибыл и папа римский Константин, направлявшийся в столицу Византии на встречу в императором. Находясь в Неаполе, папа сообщил экзарху о мятеже в Равенне и просил того принять надлежащие меры для подавления выступления. Однако о каких-либо действиях Иоанна III Ризокопа против восставших не известно. Более того, во время очередного выступления мятежников экзарх был убит. Восстание в Равенне завершилось только в 711 году, уже после убийства Юстиниана II и восшествия на византийский престол Филиппика.
Жители Неаполя, также как и жители Рима, не поддержали восстание в Равенне. Однако полная неспособность императорского двора в Константинополе положить конец мятежу, способствовала укреплению личной власти правителя Неаполитанского герцогства. Уже ближайшие преемники Цезария II стали править как полностью независимые властители, только формально признававшие над собой власть императоров Византии и их наместников в Италии.
В «Хронике герцогов Беневенто, Салерно, Капуи и Неаполя» сообщается, что Цезарий II правил Неаполитанским герцогством пять лет и скончался в 711 году. Его преемником был избран Иоанн I, первое упоминание о котором как герцоге датировано сентябрём того года. На этом основании предполагается, что церемония вступления неаполитанских герцогов в должность тогда проводилась в первый день нового года.